# Ema (sintoísmo)

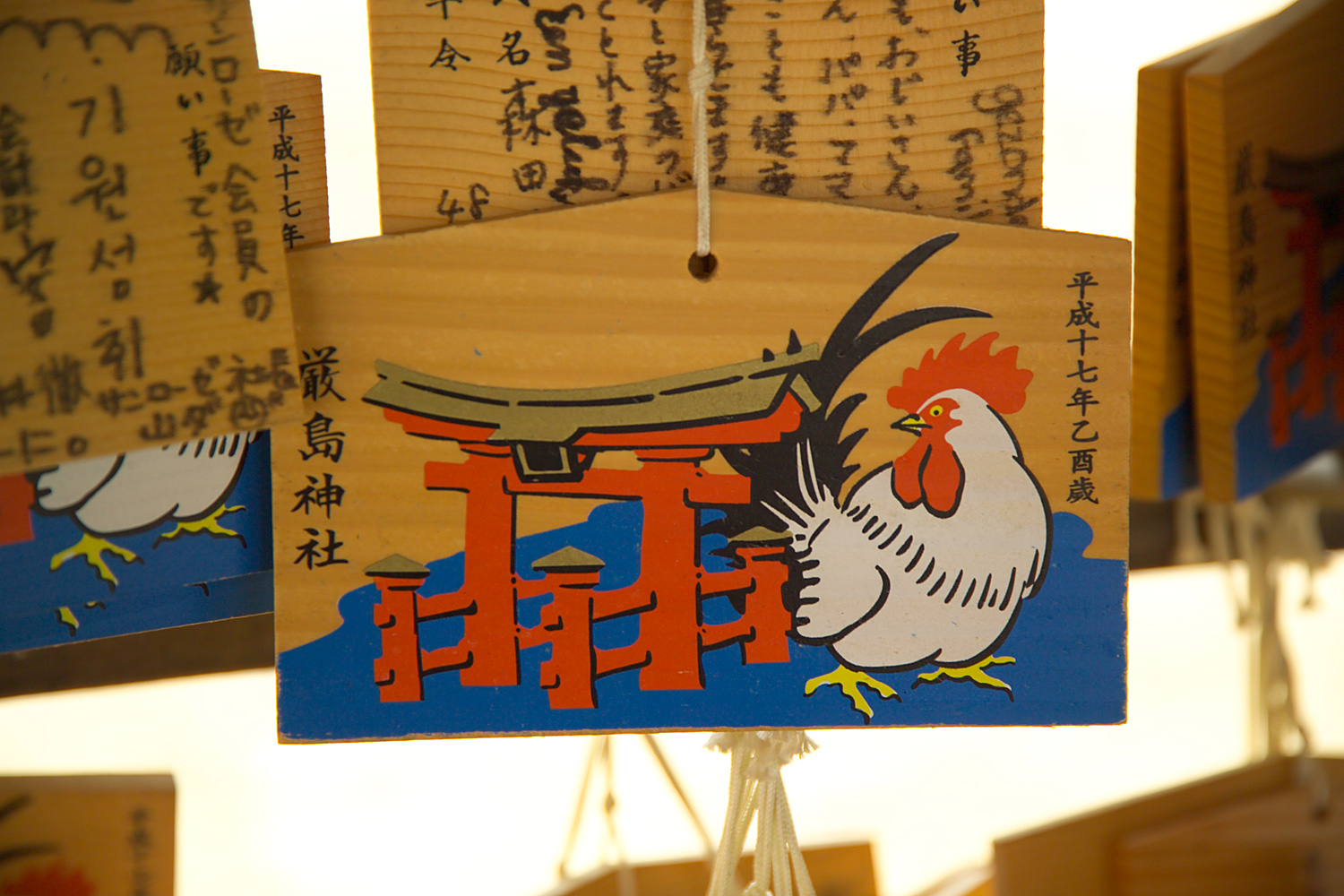
Ema en el Santuario de Itsukushima.

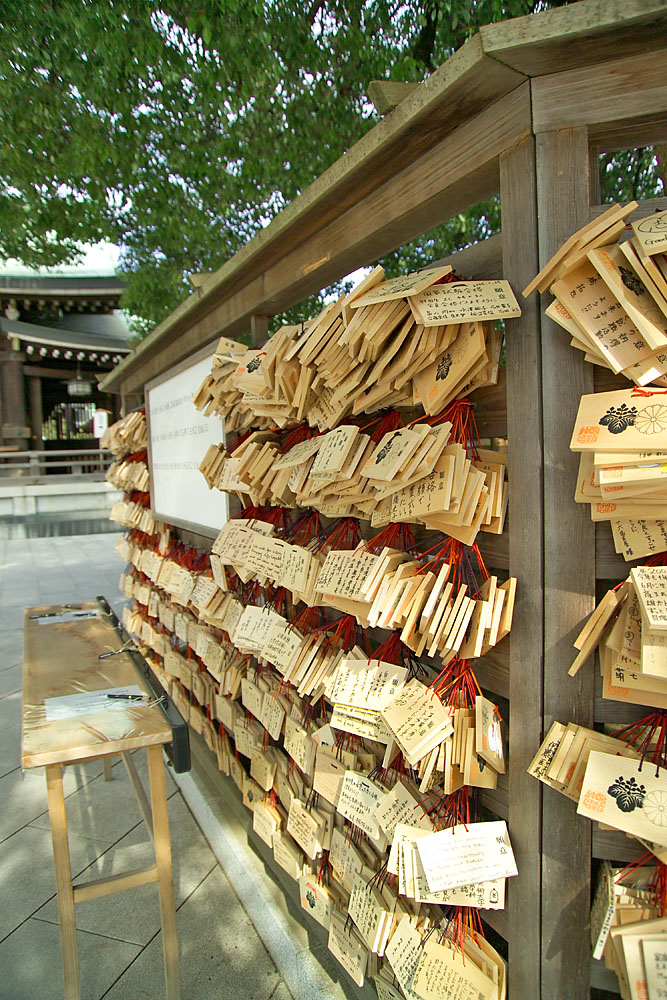
Ema en el santuario Meiji de Tokio.

Los Ema (絵馬?) son pequeñas placas o tablillas de madera en las cuales los creyentes sintoístas escriben sus oraciones o deseos. Los ema son entonces colgados en un Jinja (santuario Shinto) para que los kami (espíritus de los dioses) puedan leerlos. Tienden a ser uniformes en cuanto a forma y tamaño, pero algunos tienen imágenes diferentes pintadas en ellos, usualmente de animales, zodíaco u otras imágenes sintoístas, y poseen tradicionalmente la palabra negai (願意) (deseo) escrita por un lado.
Es frecuente que la imagen en la placa sea la de un caballo, uma o ma en japonés (馬); ema significa literalmente "imagen de caballo". El origen del nombre se debe a que en el pasado los caballos eran ofrecidos en los santuarios como ofrenda a cambio de bendiciones, pues este animal era considerado el preferido de las divinidades.
A comienzos del Periodo Edo, durante el pico de popularidad del teatro kabuki, se hizo popular que las capillas y templos recibieran ema de los pintores de la escuela Torii. Esta escuela mantenía un monopolio en la producción de letreros y otros materiales promocionales del teatro kabuki, y donaban grandes cantidades de pinturas y grabados de actores kabuki a los santuarios. A pesar de lo inusual de la temática, fuera del contexto religioso, las pinturas eran bien recibidas y fueron incorporadas junto a otros iconos religiosos de los santuarios. 
A diferencia de las religiones tradicionales occidentales, donde los creyentes rezan como reverencia a Dios, en la religión sintoísta, los creyentes tienden a acudir a los kami por una amplia variedad de deseos que van desde la paz mundial hasta obtener buenos resultados en un examen. En los santuarios más conocidos, como el Santuario Meiji en Tokio, se pueden encontrar los ema en varios idiomas, de modo que los turistas puedan dejar sus deseos y oraciones.